# 太平洋大逃杀案
太平洋大逃杀案，又称“鲁荣渔2682”案，指山东省荣成市渔船“鲁荣渔2682”号于2011年6至7月间在太平洋远洋作业时，33名船员内部争斗，最终11人存活、16人死亡、6人失踪的案件。存活的11人均被判刑，其中5人被判处死刑、2人被判处无期徒刑、2人被判处十五年有期徒刑。

## 背景
“鲁荣渔2682”，登记注册地为山东省荣成市，注册类型为渔船，是一艘船长約四十米的大洋鱿钓船，隶属于荣成市鑫发水产食品有限公司（公司于1996年工商注册成立），自2000年开始出外海作业。
船员間多数是亲戚、熟人。 船员中存在刘贵夺为首的“东北帮”、包德格吉日胡（以下简称“包德”）为首的“内蒙帮”以及来自大连的管理层。船员多为临时招募，他们在工作中发现工作强度大、时间长，懷疑收入达不到公司的所谓“保底工资”。

## 案情
2010年12月27日，“鲁荣渔2682”载33名船员出海驶向秘鲁。2011年6月16日，位于智利附近海域的渔船在向所属公司现场指挥船报告作业位置后失踪。7月9日晨，北京海事卫星地面站电话联系到渔船船长李承权，获悉渔船安全，在夏威夷附近海域，正驶回国内。此后渔船再度失联。7月25日晨，中国渔业管理部门接到渔船求救信号。经日方、中方先后救援，8月12日，渔船抵达山东省荣成市石岛港。
根据起诉书、判决书、裁定书，案情如下：
2011年6月16日23时许，刘贵夺因发现合同上的收入与预期相差甚远并被船长李承权态度强硬地指出合同公章为假、众人为非法偷渡黑工，於是指使黄金波、王鹏破坏船上通讯设备，随即同包德、双喜等人持刀、棍闯入船长室，威逼船长李承权返航，李承权被迫用卫星导航设定回国返航路线。伙食长夏琦勇持刀要求见船长，被姜晓龙、刘贵夺、刘成建捅刺和击打，抛入海中。公司发现异样后联系李承权，李承权在劫船者的威压下称渔船安全。
后来刘贵夺发现船有异样，怀疑轮机长温斗破坏设备，图谋反抗。船员薄福军又向他告发温斗拉拢自己，但同时也为温斗等人辩护，刘贵夺因而对他也失去信任。7月20日晚至21日晨，刘贵夺召集姜晓龙等人，先杀害温斗和被认为与温斗同谋的船员温密（温斗的堂弟）、船员刘刚、岳朋、姜树涛、二副王永波共六人，再杀害另外三人水手长陈国军、船员吴国志和薄福军。九人先后被杀害后抛海。期间一人马玉超失踪。
因船上少了11人难以解释，刘贵夺不敢回国，图谋偷渡日本。7月23日至24日，刘贵夺等人为筹集偷渡到日本的经费并制造被劫假象，指使剩余船员通过卫星电话，以生病、受伤为由，让各自家人向其银行卡上打款。
7月24日，黄金波向刘贵夺告密称包德等人拉拢自己，意欲谋反。此前李承权、崔勇、段志芳为求自保，主动要求加入刘贵夺团体。当晚，刘贵夺指使黄金波、王鹏、李承权、崔勇持刀捅刺包德，包德被迫跳海。随后双喜、戴福顺、包宝成、单国喜、邱荣华五人也被逼跳海。
7月25日凌晨4时许，渔船机舱进水失去动力，船体倾斜，众人检查发现海底总阀被打开。知道总阀所在的人除了死去的温斗只有大管轮王延龙，险情发生时王延龙也失踪了。大副付义忠和船员宫学军、丁玉民、宋国春跳上自制木筏试图逃走，但刘贵夺、李承权等人组织自救后渔船稳定了下来，而木筏也漂回渔船附近。刘贵夺、李承权等人朝木筏扔铁坠，四人被迫跳海，宋国春求救后被拉上渔船，李承权提出段志芳、项立山没“沾血”，刘贵夺遂指使段、项二人将他沉海杀害。
经过自救后渔船虽然脱险但也已经失去航行能力，船上的人只能重新打开通讯设备求救。刘贵夺、李承权指挥众人串供，声称是包德等人杀人后乘木筏逃逸。

## 审判
2012年11月14日，山东省威海市中级人民法院开庭审理本案。2013年7月19日宣判，11名船员均被判有罪，刘贵夺、姜晓龙、刘成建、黄金波、李承权5人死刑，王鹏死缓，冯兴艳无期徒刑，梅林盛、崔勇2人有期徒刑15年，项立山5年，段志芳4年。
2018年2月8日，中国裁判文书网公布《刘贵夺、姜晓龙、刘成建、黄金波故意杀人、劫持船只李承权故意杀人死刑复核刑事裁定书》。裁定书显示，2017年3月23日，中华人民共和国最高人民法院核准了5名案件主犯的死刑。

## 劫船者
其中死刑犯：
- 刘贵夺，1984年9月19日生于黑龙江省龙江县，初中學歷，船员。
- 姜晓龙，1976年11月14日生于黑龙江省五常县，小学學歷，船员。
- 刘成建，1987年1月5日生于黑龙江省依兰县，小学學歷，船员。
- 黄金波，1991年2月16日生于内蒙古自治区牙克石市，初中學歷，船员。
- 李承权，1969年4月9日生于大连市，初中學歷，船长。

## 评论
腾讯今日话题认为，第一个死者的出现会让犯罪者产生“一不做二不休”的想法；封闭空间内犯罪者高度紧张；犯罪团伙讲究“你我”，非同乡者互不信任；目标（保命）无法实现时，人们会寻求替代方案。今日话题认为，远洋渔船矛盾丛生的原因是随意的船员选拔、与辛苦远洋捕捞极不相称的待遇。应当加强立法、执法规范，改变远洋渔业生态。

## 影响
案件成为“震惊全国的重大案件”。
《时尚先生Esquire》杂志2016年年初发表记者杜强采写的特稿《太平洋大逃杀亲历者自述》，全文一万七千余字。特稿的互联网阅读量达3000万，新浪微博评论超过10万。后Esquire将特稿版权售于乐视影业。2016年10月，郭国松经过三年多采访，出版非虚构小说《太平洋大劫杀》。
翁子光原定于2016年10月开拍改编自案件的电影《海祭》，但未拿到中华人民共和国国家新闻出版广电总局开拍批文而未开拍。
根据该案件改编的冒险游戏——《单程票》于2018年10月25日上架Steam。
根据该案改编，由黄荣山导演，阿如那、裴魁山和王双宝等人领衔主演的电影《海噬》于2017年5月在厦门、漳州开机。此片获得2019年第24届釜山国际电影节网络影视单元“最佳潜力奖”。2022年7月，电影更名为《远航》，并获得国家广播电视总局网络电影上线备案通过。2023年5月，该片定档于5月27日腾讯视频全网独播，后遭遇突然撤档，未能如期上映，相关话题“#电影远航#”同期登上微博热搜榜。